# De otra manera
De otra manera è il quarto album in studio del duo musicale portoricano Wisin & Yandel, pubblicato nel 2004.

## Tracce
1. La trova
2. Algo pasó
3. Salgo filoteao (con Divino & Baby Ranks)
4. Reggae Rockeao
5. Hola
6. Abusadora (con Fido)
7. ¿Por qué me peleas?
8. Piden (con Alexis & Fido)
9. Compláceme
10. No sé
11. Tarzán
12. La fanática
13. Toma
14. Sedúceme
15. De otra manera